# Kostel Nanebevzetí Panny Marie (Prievidza)

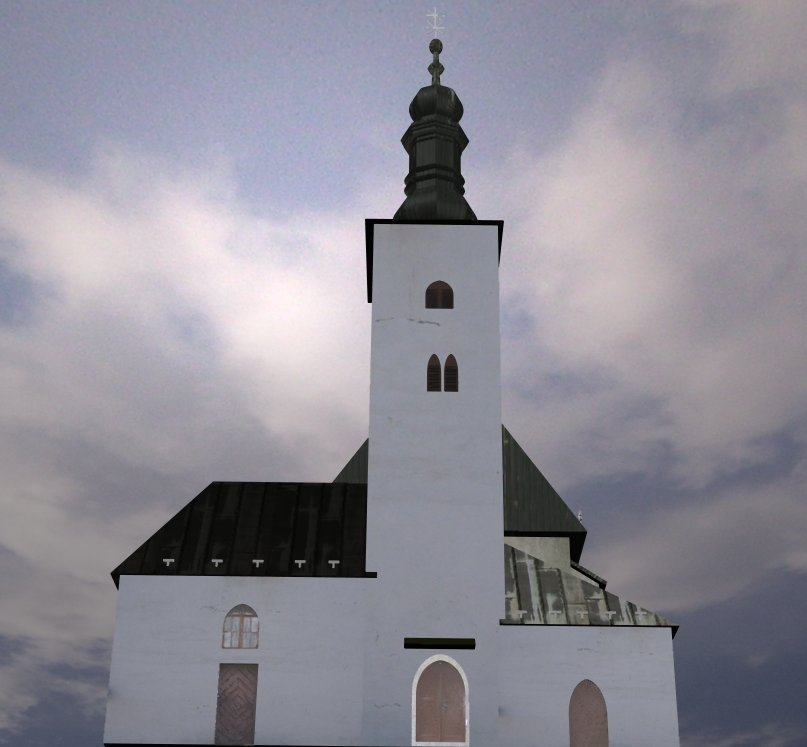
Model Kostela Nanebevzetí Panny Marie

Kostel Nanebevzetí Panny Marie v Prievidzy je národní kulturní památkou. Byl postaven okolo roku 1260, jako součást prievidzského hradu. Původně měl románské prvky, ale později ho karmelitáni přestavěli v gotickém slohu. Z interiéru kostela se zachovala pouze středověká socha Panny Marie z druhé poloviny 15. století.